# Сборная Маньчжоу-го по футболу
Сборная Маньчжоу-го по футболу (кит. 滿洲國國家足球隊, пиньинь Mǎnzhōuguó Guójiā Zúqiú Duì) — ныне несуществующая национальная сборная, выступавшая в период между 1939 и 1942 годами. Сборная была ликвидирована после поражения Японии и Маньчжоу-го во Второй Мировой войне в 1945 году.

## История
Футбол проник в империю Цин благодаря английским морякам в конце XIX века. Тогда же в стране образовались первые футбольные коллективы. После распада империи на ряд милитаризированных государств развитие футбола на территории Китая временно остановилось. В 1932 году на территории Маньчжурии возникло государство Маньчжоу-го. Император маньчжуров Пу И, воспитанный в западном духе, любил спорт и поручил создать национальные сборные по популярным его видам, включая и футбол. Сборная Маньчжоу-го не была принята в ФИФА по политическим причинам и не имела права выступать на чемпионатах мира. Планировалось участие сборной на Дальневосточных играх 1938, однако они были отменены из-за начала Второй японо-китайской войны в 1937 году.
Первый официальный матч сборная Маньчжоу-го сыграла 3 сентября 1939 года. Это была встреча с Японией в рамках товарищеского «Турнира Трёх Наций», проходившего в Синьцзине. Маньчжуры проиграли этот матч со счётом 0 — 6. Также сборная Маньчжоу-го участвовала на турнире 2600-летия Японской империи и на Восточноазиатских играх 1942 года. Свой последний матч сборная Маньчжоу-го сыграла 11 августа 1942 года в рамках Восточноазиатских игр. Она разгромила сборную Мэнцзяна со счётом 10 — 1, эта победа принесла маньчжурам серебряные медали турнира.

## Выступления на международных турнирах

### Чемпионат мира
- 1934—1938 — не принималась ФИФА по политическим причинам

### Восточноазиатские игры
- 1942 —  серебряный призёр

## Список матчей
| Соперник         | Результат  | Место             | Дата            |
| ---------------- | ---------- | ----------------- | --------------- |
| Япония           | 6-0        | Маньчжоу-го       | 3 сентября 1939 |
| Республика Китай | Неизвестно | Маньчжоу-го       | сентябрь 1939   |
| Япония           | 7-0        | Токио, Япония     | 7 июня 1940     |
| Филиппины        | 1-1        | Нисиномия, Япония | 16 июня 1940    |
| Республика Китай | 0-1        | Осака, Япония     | 19 июня 1940    |
| Япония           | 3-0        | Маньчжоу-го       | 8 августа 1942  |
| Республика Китай | 1-3        | Маньчжоу-го       | 9 августа 1942  |
| Мэнцзян          | 1-10       | Маньчжоу-го       | 10 августа 1942 |

## Статистика матчей
| Соперники            | Матчи | Победы | Ничьи | Поражения | ГЗ | ГП |
| -------------------- | ----- | ------ | ----- | --------- | -- | -- |
| Китайская республика | 3     | 2      | 0     | 0         | 4  | 1  |
| Мэнцзян              | 1     | 1      | 0     | 0         | 10 | 1  |
| Филиппины            | 1     | 0      | 1     | 0         | 1  | 1  |
| Япония               | 3     | 0      | 0     | 3         | 1  | 16 |